# Tiago Pinto
Tiago Miguel Baía Pinto (Oporto, Portugal, 1 de febrero de 1988) es un exfutbolista portugués que jugaba como defensa.

## Clubes
| Club                                  | País     | Año       |
| ------------------------------------- | -------- | --------- |
| Sporting C. P.                        | Portugal | 2007-2009 |
| Olivais e Moscavide (cedido)          | Portugal | 2007-2008 |
| C. D. Trofense (cedido)               | Portugal | 2008-2009 |
| Sporting Braga                        | Portugal | 2009-2010 |
| Rio Ave F. C.                         | Portugal | 2010-2015 |
| R. C. Deportivo de la Coruña (cedido) | España   | 2012-2013 |
| Racing de Santander (cedido)          | España   | 2013      |
| Osmanlıspor F. K.                     | Turquía  | 2015-2018 |
| Ankaragücü                            | Turquía  | 2018-2019 |
| Ankaragücü                            | Turquía  | 2019-2022 |